# Yelena Vaitsenjovskaya
Yelena Vaitsenjovskaya (Leópolis, Ucrania, Unión Soviética, 1 de marzo de 1958) es una clavadista o saltadora de trampolín soviética especializada en plataforma de 10 metros, donde consiguió ser campeona olímpica en 1976.

## Carrera deportiva
En los Juegos Olímpicos de 1976 celebrados en Montreal (Canadá) ganó la medalla de oro en los saltos desde la plataforma de 10 metros, con una puntuación de 406 puntos, por delante de la sueca Ulrika Knape y la estadounidense Deborah Wilson.